# Euchlaena milnei
Euchlaena milnei là một loài bướm đêm trong họ Geometridae.